# Michael Caton-Jones
Michael Caton-Jones, nome artístico de Michael Jones (Broxburn, 15 de outubro de 1957) é um diretor escocês, responsável por filmes como Scandal, Rob Roy, Memphis Belle e O Chacal. Nasceu em Broxburn, Escócia.

## Filmografia (diretor)
- Scandal (1989)
- Memphis Belle (1990)
- Doc Hollywood (1991)
- This Boy's Life (1993)
- Rob Roy (1995)
- O Chacal (1997)
- City by the Sea (2002)
- Tiros em Ruanda (2005)
- Basic Instinct 2 (2006)
- World Without End (série)  (2012)